# Solon (Nueva York)
Solon es un pueblo ubicado en el condado de Cortland en el estado estadounidense de Nueva York. En el año 2000 tenía una población de 1.108 habitantes y una densidad poblacional de 14.4 personas por km².

## Geografía
Solon se encuentra ubicado en las coordenadas 42°35′48″N 76°1′24″O / 42.59667, -76.02333.

## Demografía
Según la Oficina del Censo en 2000 los ingresos medios por hogar en la localidad eran de $39,167, y los ingresos medios por familia eran $36,875. Los hombres tenían unos ingresos medios de $27,143 frente a los $20,833 para las mujeres. La renta per cápita para la localidad era de $14,555. Alrededor del 9.1% de la población estaban por debajo del umbral de pobreza.